# Maud Allan
Para la actriz estadounidense, véase Maude Allen.

Maud Allan (probablemente el 27 de agosto de 1873 - 7 de octubre de 1956) fue una pianista convertida en actriz, bailarina y coreógrafa, recordada por sus "famosas interpretaciones anímicas e impresionistas".

## Infancia y juventud
Beulah Maude Durrant nació en Toronto, Ontario, Canadá. Diferentes fuentes ofrecen fechas de nacimientos contradictorias, que van desde 1873 hasta 1880. Pasó sus primeros años en San Francisco, California y se trasladó a Alemania en 1895 para estudiar piano en la Hochschule für Musik de Berlín. Más tarde cambió de nombre, en parte motivada por el escándalo en que se vio envuelto su hermano Theodore Durrant, que fue ahorcado en 1898 culpable del célebre asesinato de dos mujeres en San Francisco. Allan nunca se recuperó del trauma que le ocasionaría este suceso, que le afectaría el resto de su vida. Tras la ejecución de su hermano, Maud Allan dejó de tocar el piano y encontró un nuevo medio de expresión en la danza.

## Carrera en el mundo del teatro y de la danza
En 1900, a causa de su escasez económica, Allan publicó un manual ilustrado sobre sexo para mujeres titulado Illustriertes Konversations-Lexikon der Frau. Poco después, comenzó a bailar profesionalmente. Aunque atlética y de gran imaginación, apenas había recibido educación formal en lo que se refería a danza. En cierta ocasión, la llegaron a comparar con la bailarina profesional y leyenda Isadora Duncan, lo que la enfurecía en gran medida, ya que sentía una gran antipatía por Duncan.
A menudo, diseñaba y cosía sus propios trajes, que eran muy imaginativos. En 1906, se estrenó en Viena su producción "Visión de Salomé". Basada libremente en la obra teatral de Oscar Wilde, Salomé, su versión de la Danza de los Siete Velos se hizo muy famosa (y hasta cierto punto, notoria) y que llegó a anunciarse como la "Bailarina de Salomé". Su libro My Life y Dancing se publicó en 1908 y ese mismo año también conquistaría Inglaterra con una gira de 250 actuaciones en menos de un año.
En 1910 abandonó Europa para viajar. Durante los próximos cinco años, visitó los Estados Unidos, Australia, África y Asia. En 1915 interpretó a "Demntra" en la película de cine mudo, The Rug Maker's Daughter (La hija del fabricante de alfombras).

## Demanda por difamación
En 1918 el parlamentario británico Noel Pemberton Billing, publicó en su propio diario, Vigilante, el artículo "El Culto del clítoris" donde insinuaba que Allan, que entonces aparecía en su Visión de Salomé, era una lesbiana vinculada a los conspiradores alemanes durante el período de guerra.
Allan demandó a Billing por difamación, basándose en lo siguiente:
- La publicación de un artículo difamatorio sobre Maud Allan y Grein JT, su empresario teatral.

- Como otro delito distinto, la inclusión de obscenidades en el artículo.

Esto dio lugar a un juicio sensacionalista, en el que Billing se representaría a sí mismo. Lord Alfred Douglas testificaría en favor de Billing. Allan acabó perdiendo el caso. El juicio se complicó al añadirse cargos por obscenidad por parte del Estado contra las actuaciones que ofrecía Allan en sus bailes. Fue acusada de practicar muchos de los actos intensamente sexuales descritos (o insinuados) en la obra de Wilde, incluyendo la necrofilia.
En aquellos momentos, la prohibición del Lord Chamberlain de cualquier representación pública de la obra de Wilde se encontraba todavía en vigor en Inglaterra y, por lo tanto, la danza de Salomé se encontraba en riesgo de ser prohibida. También se sacaron a relucir los crímenes que cometiera su hermano (Theodore Durrant, conocido por la prensa como "el demonio del campanario") para sugerir que existía antecedentes de perversión sexual en su familia.
Desde 1920 en adelante, Allan impartió clases de danza y vivió con su secretaria y amante, Verna Aldrich. Murió en Los Ángeles, California.

## Recursos para la investigación
- Los documentos sobre Maud Allan, llamados Maud Allan Papers, 1910-1934 (1 pie lineal) se encuentran en la biblioteca de investigación Charles E. Young Research Library de la Universidad de California en Los Ángeles.

- Los documentos John Henry Bradley Storrs Papers, 1847-1987 (18,4 metros lineales) se encuentran en el archivo del Instituto Smithsoniano de Arte Americano.

## Material de lectura adicional
- Philip Hoare, Wilde's Last Stand: Scandal, Decadence and Conspirancy During the Great War, Duckworth, (1997)
- Felix Cherniavsky, Allan Maud and Her Art, Dance Collection Danse Presse (1998)
- Toni Bentley, las Sisters of Salome, Yale University Press, 2002
- Wendy Buonaventura, Midnight Rose, Cinnabar Books, 2009
- Russell James: 'The Maud Allan Affair', Remember When, 2009